# تفشي الكوليرا في سيراليون عام 2012
تسبب تفشي الكوليرا في سيراليون بحلول 24 سبتمبر 2012 في وفاة 392 شخص. اعتُبر هذا الوباء أكبر تفشي للكوليرا في البلاد منذ أن تم الإبلاغ عنه لأول مرة في عام 1970 كما اعتُبر الأكثر فتكًا منذ تفشي الكوليرا بين عامي 1994-1995. وقد أثر هذا الوباء أيضًا على غينيا، التي تشترك مع سيراليون في إمدادات المياه بطول الساحل. ويُعد هذا أكبر تفشي للكوليرا في أفريقيا في عام 2012.
وذكر عبد الله بايرايتاي، المتحدث باسم حكومة سيراليون أنه اعتبارا من 1 أكتوبر 2012 لم تعد هناك حالات جديدة من الكوليرا. ولكن حدث وباء آخر في عام 2013، حيث تم الإبلاغ عن 368 حالة بحلول أغسطس.

## الضحايا
وقد أسفر هذا المرض عن وفاة 392 شخصا وإصابة أكثر من 25000 آخرين في سيراليون وغينيا منذ فبراير عام 2012، عندما تم الإبلاغ عن اندلاع الوباء. وفي 4 سبتمبر 2012، ارتفع عدد القتلى إلى 350 قتيل. وفي 12 أيلول / سبتمبر، أفادت الدكتورة أمارا جامباي، مديرة مركز مراقبة الأمراض والسيطرة عليها في وزارة الصحة والصرف الصحي، بأن أعداد الإصابة بالكوليرا في سيراليون انخفضت نتيجة لأنشطة الحكومة والمنظمات الأخرى.
وفي الفترة من يناير إلى منتصف أغسطس 2012، سجلت وزارة الصحة والصرف الصحي في سيراليون رسميًا أكثر من 600 11 حالة من حالات الإصابة بالكوليرا. وبحلول 30 أغسطس، زادت الحالات المبلغ عنها إلى 934 13 حالة وفقًا لمنظمة الصحة العالمية. وأفاد مكتب الأمم المتحدة لتنسيق الشؤون الإنسانية بتأثر عشرة مقاطعات من مقاطعات سيراليون الثلاثة. وانتشر الوباء في ثماني مقاطعات حتى أغسطس 2012: بورت لوكو، كامبيا، تونكوليلي، بو، مويامبا، بومبالي، بوجيهون والمنطقة الغربية. ولكن سرعان ما انتشر الوباء إلى اثنتي عشرة مقاطعة بحلول سبتمبر 2012.
تعتبر المنطقة الغربية، والتي تشمل العاصمة فريتاون، من أكثر المقاطعات تأثرًا بالوباء. إذ شهدت هذه المنطقة إصابة 4,965 شخص ووفاة 63 آخرين من 1 يناير إلى منتصف أغسطس 2012. بينما وصل عدد الحالات والوفيات في بورت لوكو خلال نفس الفترة إلى 2,806 و45 حالة على التوالي. وبلغ عدد الحالات المبلغ عنها في منطقة كمبالا إلى 1134 حالة مصابة و28 حالة وفاة. كما تُوفي في مقاطعة مويامبا حوالي 20 شخصا نتيجة هذا الوباء في الفترة من 25 يوليه إلى نوفمبر 2012. وبحلول أول أغسطس، بدأ المرض في الانتشار في منطقة كينيما. وأفادت وزارة الصحة والصرف الصحي بأن المرض ينتشر بسرعة أكبر في المدن عن المناطق المعزولة التي تعاني من سوء المرافق الصحية.
أصدر مكتب تنسيق الشؤون الإنسانية في 24 سبتمبر تقريرًا يشير إلى أنه في الفترة الممتدة بين أواخر أغسطس و16 سبتمبر، انخفضت حالات الكوليرا الجديدة في الأسبوع من 110 2 حالة إلى 1,418 حالة في سيراليون، ومن 2152 حالة إلى 346 حالة في غينيا. ووفقًا لبيانات اليونيسف ومنظمة الصحة العالمية، تم الإبلاغ عن 841 حالة جديدة في بداية أكتوبر 2012. وأصيب 433 شخص آخر في الأسبوع الثاني من أكتوبر.

## حالة الطوارئ
أعلن رئيس سيراليون إرنست كوروما في 17 أغسطس 2012 أن تفشي الكوليرا أصبح يمثل أزمة وطنية للصحة العامة. بلغ معدل الوفيات النتاج عن انتشار الكوليرا في هذا الوقت 1.8٪، أي ما يقرب من ضعف المستوى المطلوب لإعلان حالة الطوارئ. وبنهاية أغسطس 2012، أصيب ما يقرب من 300 13 شخص بالكوليرا؛ وأكد مسؤولون إنسانيون أن 217 شخص قد توفوا بالفعل بحلول 23 أغسطس.

## ردود الفعل الدولية
قالت أماندا ماكليلاند، منسقة الصحة في حالات الطوارئ التابعة للاتحاد الدولي لجمعيات الصليب الأحمر والهلال الأحمر في أواخر أغسطس عام 2012، إن تفشي الوباء «لديه القدرة على إحداث أزمة إنسانية خطيرة» ونادت من أجل توفير المزيد من الأموال لتقديم استجابة أكثر فعالية.
أعلنت حكومة المملكة المتحدة أنها خصصت مليون جنيه استرليني لخطة طوارئ مكافحة تفشي الكوليرا في سيراليون. وبالإضافة إلى ذلك، من المتوقع أن يساعد مرفق الاستجابة السريعة، والذي أنشئته الحكومة البريطانية في مارس 2012، سيراليون في التصدي لهذا الوباء. تعتبر تلك المنشأة شبكة تتألف من العديد من الشركات الخاصة ومنظمات المساعدة المتخصصة التي تقدم تقدم المساعدة العاجلة في مجالي الطب والماء والصرف الصحي في حالات الطوارئ إلى الأشخاص المتضررين في البلد. وبالإضافة إلى ذلك، تدير منظمة أطباء بلا حدود، بالتعاون مع وزارة الصحة والصرف الصحي، ثلاث وحدات لمعالجة الكوليرا في فريتاون، حيث تم علاج أكثر من 500 مريض. وقد عالجت المنظمة ما يقرب من 4,600 مريض في سيراليون وغينيا منذ فبراير 2012. وقد بدأت المجموعة في إنشاء مراكز أخرى لمعالجة الكوليرا في 34 مستشفى عسكري في غرب فريتاون، مما رفع العدد الإجمالي للأسرة من 90 إلى 200 سرير. ويتعاون الفريق أيضًا مع وزارة الصحة والصرف الصحي لتوعية المواطنين كيفية تجنب الإصابة بالكوليرا. ومن بين المؤسسات الأخرى التي قدمت المساعدة لضحايا الوباء جمعية الصليب الأحمر في سيراليون. وقد وفرت منظمة أطباء بلا حدود الرعاية الطبية المجانية للضحايا، بينما ساعد نحو 400 متطوع من الصليب الأحمر السيراليوني في حملات التوعية. قامت شركة أوكسفام، وهي جمعية خيرية مقرها في المملكة المتحدة، بإمداد ما يقرب من 67,000 شخص في فريتاون بالماء المُعالج بالكلور في حالات الطوارئ. وتعتزم منظمة أوكسفام أيضًا مساعدة ما يقرب من نصف مليون شخص وإمدادهم بأغراض الوقاية من الكوليرا، وأغراض تنقية المياه، وتدشين حملات إعلامية عامة بشأن كيفية الوقاية من المرض. تبرعت جزيرة مان بمساعدة منظمة أوكسفام في أنشطتها دالخ سيراليون. أما بالنسبة للمؤسسات البريطانية الأخرى التي شاركت في مكافحة هذا الوباء فهي منظمة أنقذوا الأطفال، ولجنة الإنقاذ الدولية، ولجنة الرعاية الدولية، والصليب الأحمر البريطاني. كما أرسل الصليب الأحمر الفنلندي الأدوية والأطباء إلى البلاد في 24 و 25 أغسطس. ساعدت منظمة الرؤية العالمية أيضًا الحكومة لمنع انتشار المرض من خلال الأنشطة المختلفة، بما في ذلك جمع القمامة. بدأ فريق بنغلاديش التابع للمركز الدولي لبحوث أمراض الإسهال أنشطته بالتنسيق مع منظمة الصحة العالمية في البلاد في 6 سبتمبر 2012.
ووجه الاتحاد الدولي لجمعيات الصليب الأحمر والهلال الأحمر نداءًا عاجلًا إلى مليون شخص في أغسطس، موضحًا أن عدد حالات الإصابة وحالات الوفاة بالكوليرا أخذت في الارتفاع. وأفادت تينا ساريكوسكي من الاتحاد الدولي لجمعيات الصليب الأحمر والهلال الأحمر في 30 أغسطس أنه تم استهداف مقاطعات بومبالي وتونكوليلي وبورت لوكو وكامبيا للتصدي بفعالية لهذا الوباء. وقد موّل الاتحاد الدولي أنشطة تحسين الصحة العامة وتقديم المساعدة للأسر المتضررة، بما في ذلك إعداد حلول الإماهة الفموية وبناء المراحيض المناسبة، لكن ذكرت المنظمة أن مستوى تغطية المعونة للمتضرربن لا يزال «منخفضًا جدًا».
لم يتم استخدام لقاحات الكوليرا الفموية التي لديها القدرة على الحد من تفشي وباء الكوليرا، وبالتالي خفض معدلات الاعتلال والوفيات المرتبطة في سيراليون. كما تخلت المؤسسات الدولية الكبيرة والاتحاد الدولي لجمعيات الصليب الأحمر والهلال الأحمر عن حملات التطعيم الجماعية الكبيرة على الرغم من نجاح لقاحات الكوليرا الفموية في الحد من تفشي الوباء في وقت سابق من عام 2012 من قِبل منظمة أطباء بلا حدود في غينيا بيساو ومسؤلو الصحة في هايتي.